# Verfassungsreferendum in Italien 2020
Beim Verfassungsreferendum in Italien 2020 wurde am 20. und 21. September 2020 über die Verkleinerung der beiden Kammern des  italienischen Parlaments abgestimmt. Das ursprünglich für den 29. März 2020 angesetzte Referendum wurde wegen der COVID-19-Pandemie verschoben.
Die abzustimmende Verfassungsänderung sah die Verringerung der Zahl der gewählten Mitglieder der Abgeordnetenkammer von 630 auf 400 und des Senats von 315 auf 200 vor.
Die Verfassungsänderung wurde mit deutlicher Mehrheit angenommen. Notwendig war eine absolute Mehrheit der Stimmen von 50 %.

## Hintergrund
Nach Artikel 138 der Verfassung der Italienischen Republik müssen Verfassungsänderungen von beiden Parlamentskammern jeweils zweimal in einem Abstand von mindestens drei Monaten beschlossen werden, bei der zweiten Abstimmung muss die Mehrheit der Mitglieder zustimmen. Wird die Änderung in der zweiten Abstimmung nicht in beiden Kammern mit den Stimmen von mindestens zwei Dritteln der Mitglieder beschlossen, können 500.000 Wahlberechtigte, ein Fünftel der Mitglieder einer Parlamentskammer oder die Regionalräte von fünf Regionen innerhalb von drei Monaten nach Veröffentlichung der Verfassungsänderung ein Referendum verlangen. Die Verfassungsänderung tritt dann nur in Kraft, wenn sich dafür beim Referendum eine Mehrheit der gültigen Stimmen ergibt.
Bei der zweiten Abstimmung im Senat über die Verkleinerung der Parlamentskammern am 11. Juli 2019 wurde die Zweidrittelmehrheit verfehlt. 71 Senatoren verlangten ein Referendum. Der Präsident setzte am 28. Januar 2020 den Abstimmungstermin auf den 29. März 2020 fest.
Am 5. März 2020 gab die italienische Regierung bekannt, dass das Referendum wegen der Coronavirus-Epidemie verschoben wird. Am 17. Juli 2020 setzte der Präsident der Republik als neuen Termin den 20. und 21. September 2020 fest.
Gleichzeitig finden zwei Nachwahlen zum Parlament, in mehreren Regionen Regionalwahlen und in Teilen des Landes Kommunalwahlen statt.

## Vorgesehene Verfassungsänderung
Die Artikel 56 und 57 der Verfassung legen die Zahlen der zu wählenden Mitglieder seit 1963 wie folgt fest:
Abgeordnetenkammer: 630 Mitglieder, davon seit 2001 zwölf für Auslandsitaliener
Senat: 315 Mitglieder, davon
- eines für das Aostatal, zwei für Molise und mindestens sieben für jede andere Region,
- sechs für Auslandsitaliener (seit 2001).

Künftig sollen die Zahlen der gewählten Mitglieder betragen:
Abgeordnetenkammer: 400 Mitglieder, davon acht für Auslandsitaliener
Senat: 200 Mitglieder, davon
- eines für das Aostatal, zwei für Molise, mindestens drei für jede andere Region und jede autonome Provinz (autonome Provinzen sind Bozen – Südtirol und Trient),
- vier für Auslandsitaliener.

Im Senat treten ehemalige Präsidenten und bis zu fünf vom Präsidenten ernannte Personen als Senatoren auf Lebenszeit hinzu. Dies ändert sich durch die vorgesehene Reform nicht. Durch eine redaktionelle Änderung wird eine sprachliche Unklarheit in Artikel 59 der Verfassung beseitigt und klargestellt, dass es insgesamt nur fünf ernannte Senatoren auf Lebenszeit geben darf und nicht jeder Präsident das Recht hat, fünf Senatoren auf Lebenszeit zu ernennen.
Die Verkleinerung wird mit dem Ende der bei Inkrafttreten der Verfassungsänderung laufenden Wahlperiode der Parlamentskammer wirksam, frühestens aber 60 Tage nach dem Inkrafttreten.

## Abstimmungsfrage
Die Abstimmungsfrage lautete:

“Approvate il testo della legge costituzionale concernente ‘Modifiche agli articoli 56, 57 e 59 della Costituzione in materia di riduzione del numero dei parlamentari’, approvato  dal  Parlamento e pubblicato nella Gazzetta Ufficiale della Repubblica italiana - Serie generale - n. 240 del 12 ottobre 2019?”

„Stimmen Sie dem Text des Verfassungsgesetzes ‚Änderung der Artikel 56, 57 und 59 der Verfassung zur Verringerung der Anzahl der Parlamentarier‘ zu, welches vom Parlament verabschiedet und im Amtsblatt der Italienischen Republik – Allgemeine Reihe - Nr. 240 vom 12. Oktober 2019 veröffentlicht wurde?“

## Haltung der Parteien
| Partei                      | Abstimmungs- empfehlung | Quellen              |
| --------------------------- | ----------------------- | -------------------- |
| Movimento 5 Stelle          | Ja                      | [ 9 ] [ 10 ]         |
| Lega                        | Ja                      | [ 11 ]               |
| Partito Democratico         | Ja                      | [ 12 ] [ 13 ]        |
| Fratelli d’Italia           | Ja                      | [ 14 ]               |
| Union Valdôtaine            | Ja                      | [ 15 ]               |
| Alternativa Popolare        | Ja                      | [ 16 ] [ 17 ] [ 18 ] |
| Cambiamo!                   | Ja                      | [ 19 ]               |
| Identità e Azione           | Ja                      | [ 20 ]               |
| Patria e Costituzione       | Ja                      | [ 21 ]               |
| Südtiroler Volkspartei      | Unentschieden           | [ 22 ]               |
| Italia Viva                 | Unentschieden           | [ 23 ]               |
| Articolo Uno                | Unentschieden           | [ 24 ]               |
| Forza Italia                | Unentschieden           | [ 25 ] [ 26 ]        |
| Partito Socialista Italiano | Nein                    | [ 27 ]               |
| +Europa                     | Nein                    | [ 9 ] [ 28 ]         |
| Sinistra Italiana           | Nein                    | [ 29 ]               |
| Unione di Centro            | Nein                    | [ 30 ]               |
| MAIE                        | Nein                    | [ 31 ]               |
| USEI                        | Nein                    | [ 31 ]               |
| Azione                      | Nein                    | [ 32 ]               |
| Centro Democratico          | Nein                    | [ 33 ]               |
| Rifondazione Comunista      | Nein                    | [ 34 ]               |
| Vox Italia                  | Nein                    | [ 35 ]               |
| Green Italia                | Nein                    | [ 36 ]               |
| Centristi per l’Europa      | Nein                    | [ 37 ]               |
| Partito Liberale Italiano   | Nein                    | [ 38 ]               |
| èViva                       | Nein                    | [ 39 ]               |
| DemoS                       | Nein                    | [ 40 ]               |
| Volt Italia                 | Nein                    | [ 41 ]               |

Der Vorschlag zur Verfassungsänderung wurde unter der gelb-grünen Koalition (Fünf-Sterne-Bewegung und Lega) der Regierung Conte I im Parlament eingebracht. In den ersten drei Abstimmungen fand der Vorschlag die Unterstützung von M5S, Lega, Fratelli d’Italia und in Teilen von Forza Italia. Nach dem Bruch der Koalition und der Formierung der neuen Regierung Conte II wurde der Vorschlag in der vierten und letzten parlamentarischen Abstimmung auch von der Demokratischen Partei, Liberi e Uguali und Italia Viva unterstützt. Lediglich 14 Abgeordnete der Kammer von 549 Parlamentariern stimmten dagegen, zwei enthielten sich.
Bis zum angesetzten Abstimmungstermin im September 2020 bröckelte diese große Mehrheit. Widerstand gegen die Verfassungsänderung regte sich dabei in fast allen Parteien. Die von Nicola Zingaretti geführten Demokraten (PD) stimmten Anfang September in einer Wahl des Parteipräsidiums in großer Mehrheit für die Änderung. Allerdings kündigten einige prominente Mitglieder der Partei an, im Referendum mit „Nein“ abzustimmen, darunter beispielsweise die ehemalige Präsidentin der Abgeordnetenkammer Laura Boldrini, Romano Prodi, Arturo Parisi und Rosy Bindi. Matteo Salvini von der Lega kündigte an, die Kürzung der Parlamentarier auch im Referendum zu unterstützen, nachdem die Partei in allen Parlamentsabstimmungen stets dafür abgestimmt habe. Entgegen dieser Aussage kündigten aber einige Parteimitglieder wie der lombardische Regierungspräsident Attilio Fontana oder der stellvertretende Parteisekretär Giancarlo Giorgetti an, gegen die Verfassungsänderung zu stimmen. Silvio Berlusconi kritisierte den Gesetzesvorschlag zur Verfassungsänderung als unausgegoren und populistisch. Forza Italia gab keine Wahlempfehlung ab. Die Fraktionsvorsitzende von FI in der Abgeordnetenkammer Mariastella Gelmini kündigte an für die Änderung abzustimmen, die Fraktionsvorsitzende im Senat Anna Maria Bernini dagegen mit „Nein“ zu stimmen. Matteo Renzi von Italia Viva gab ebenfalls keine Wahlempfehlung ab. Ohne eine entsprechende Wahlgesetzänderung sei die Verfassungsänderung seiner Ansicht nach reine Demagogie. Für die Fünf-Sterne-Bewegung stellt die Reduzierung der Parlamentarier seit ihrer Gründungsphase eine der wichtigsten Reformen überhaupt dar, dementsprechend ließen Beppe Grillo und Luigi Di Maio keinen Zweifel daran, dass die Bewegung beim Referendum mit „Ja“ abstimme. Dennoch kündigten auch einige Parlamentarier des M5S an, mit „Nein“ zu stimmen. Während Giorgia Meloni von Fratelli d’Italia plädierte, im Referendum mit „Ja“ zu stimmen, warben Emma Bonino von Più Europa und Carlo Calenda von Azione um Neinstimmen. Gegen die Reform sprach sich unter anderem auch die Associazione Nazionale Partigiani d’Italia aus.
Kritiker sehen durch die angestrebte Reduzierung der Parlamentarier die Repräsentativität der Bürger eingeschränkt und die Macht der Parteien gestärkt. Die Reform gehe auf Kosten der kleinen Parteien und der Einfluss der Parteivorsitzenden auf die Parlamentarier würde zunehmen. Ohne die entsprechende Wahlrechtsänderung bestehe die Gefahr, dass die Arbeit im Parlament blockiert werden könnte, da beispielsweise die Parlamentsarbeit von weniger Parlamentariern getragen werden müsste. Es handle sich um eine populistische Reform, die der weit verbreiteten antipolitischen Stimmung in der Bevölkerung Rechnung trage. Zudem seien die von den Befürwortern angekündigten Einsparungen verschwindend gering und würden nur etwa 0,007 % des Haushalts ausmachen.

## Ergebnis
Das Verfassungsreferendum wurde angenommen:
- Stimmberechtigte: 50.955.985
- Abstimmende:  26.050.227 (51,12 %)
- Gültige Stimmen: 25.605.096 (98,29 %)
- JA 17.913.259 (69,96 %)
- NEIN 7.691.837 (30,04 %)

| Abstimmungsgebiet                      | Ja    | Nein  | Beteiligung |
| -------------------------------------- | ----- | ----- | ----------- |
| Abruzzen                               | 73,75 | 26,25 | 50,78       |
| Basilikata                             | 75,84 | 24,16 | 49,83       |
| Kalabrien                              | 77,53 | 22,47 | 45,21       |
| Kampanien                              | 77,41 | 22,59 | 61,01       |
| Emilia-Romagna                         | 69,55 | 30,45 | 55,37       |
| Friaul-Julisch Venezien                | 59,57 | 40,43 | 50,22       |
| Latium                                 | 65,86 | 34,14 | 45,68       |
| Ligurien                               | 63,78 | 36,22 | 59,17       |
| Lombardei                              | 68,12 | 31,88 | 51,36       |
| Marken                                 | 69,19 | 30,81 | 66,39       |
| Molise                                 | 79,89 | 20,11 | 47,52       |
| Piemont                                | 68,42 | 31,58 | 51,55       |
| Apulien                                | 75,22 | 24,78 | 61,91       |
| Sardinien                              | 66,84 | 33,16 | 35,71       |
| Sizilien                               | 75,88 | 24,12 | 35,39       |
| Toskana                                | 65,96 | 34,04 | 65,89       |
| Trentino-Südtirol                      | 70,88 | 29,12 | 70,96       |
| Umbrien                                | 68,72 | 31,28 | 48,75       |
| Aostatal                               | 67,96 | 32,04 | 73,44       |
| Venetien                               | 62,44 | 37,56 | 67,55       |
| Italien gesamt                         | 69,64 | 30,36 | 53,84       |
| Auslandsitaliener                      | 78,24 | 21,76 | 23,30       |
| Abstimmende insgesamt                  | 69,96 | 30,04 | 51,12       |
| Quelle: Italienisches Innenministerium |       |       |             |

Ergebnis nach Regionen (Prozent Ja-Stimmen)

In allen Regionen stimmten die Wahlberechtigten mehrheitlich für die Verfassungsänderung. Die höchste Zustimmung gab es in Molise mit 79,89 %, die niedrigste in Friaul-Julisch Venetien mit 59,57 %. Auch die Auslandsitaliener stimmten mit deutlicher Mehrheit für die Verfassungsänderung. Bei einer Wahlbeteiligung von 23,30 Prozent stimmten 78,24 % dafür und 21,76 % dagegen. In Deutschland lebende Italiener stimmten mit 84,28 % mit Ja.